# Otus beccarii
El autillo de Biak (Otus beccarii) es una especie de ave estrigiforme de la familia de los búhos (Strigidae).

## Distribución
Es endémico de las selvas de Biak-Supiori (Indonesia).

## Estado de conservación
Está amenazada por la pérdida de hábitat.